# هازارد

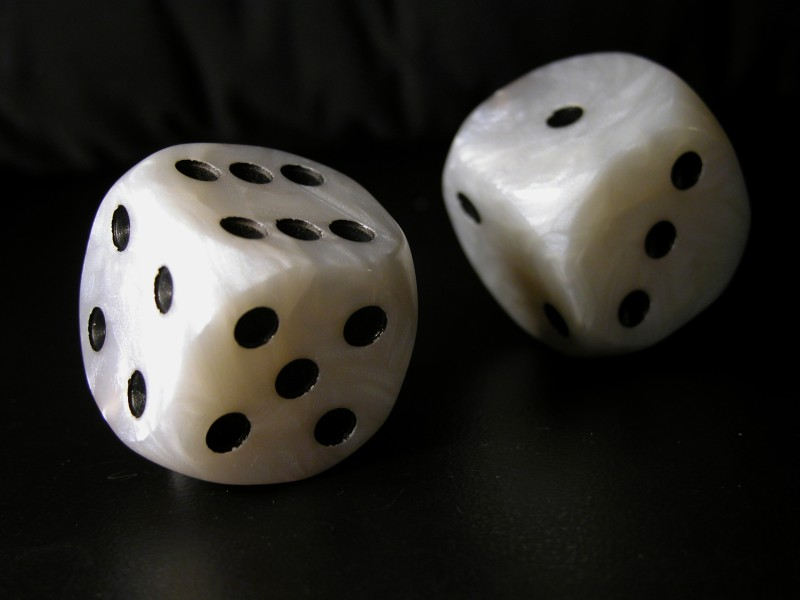
حجري نرد

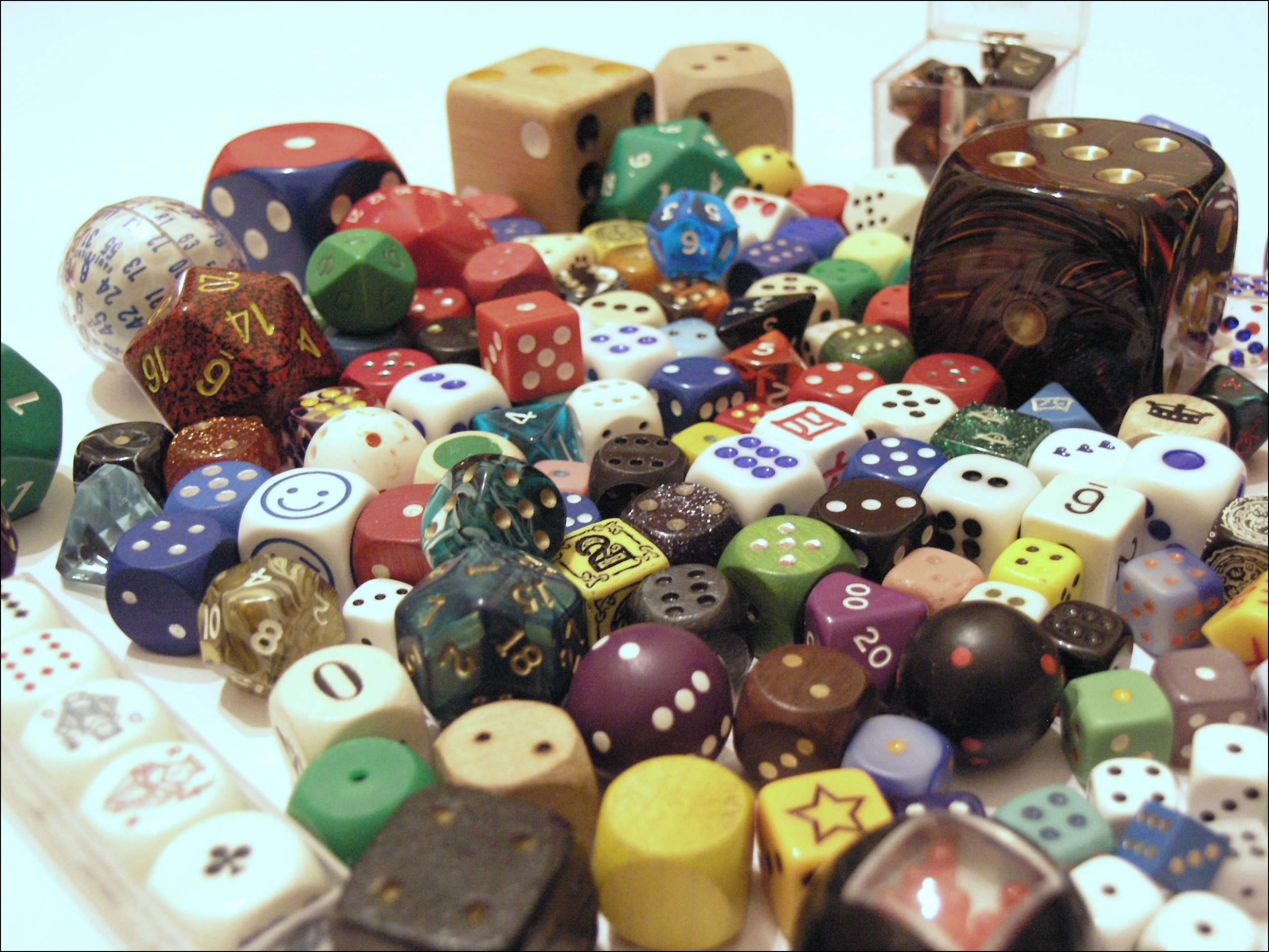
أنواع مختلفة من أحجار النرد

هازارد هي لعبة حظ إنجليزية قديمة يتم لعبها باستخدام حجرين من زهر النرد ويقصد من لعبها المراهنة وكسب المال وهي تلعب ابتداء من لاعبين فأكثر. ويعود تاريخ هذه اللعبة على الأرجح إلى القرن الثالث عشر الميلادي. وذكرت في كتاب حكايات كانتربري الذي كتبه الكاتب الإنكليزي جيفري تشوسر وذلك في القرن الرابع عشر الميلادي.

## التأثيل
كلمة هازارد ناتجة من تحريف الإنجليز لعبارة زهر النرد العربية.

## شعبية اللعبة
انتشرت هذه اللعبة في العصور الوسطى في أوروبا عمومًا و في إنجلترا خصوصًا إذ كانت منتشرة في صالونات المراهنات الإنكليزية.
وعلى الرغم من القواعد المعقدة للعبة إلا أنها كانت ذائعة الصيت و الانتشار في القرنين السابع عشر و الثامن عشر الميلاديين و كانت محببة و شعبية جدا في حجرات نادي كروك فورد الإنكليزي و حجرات نادي ألماك الإنكليزي.

## منشأ التسمية و تطوره

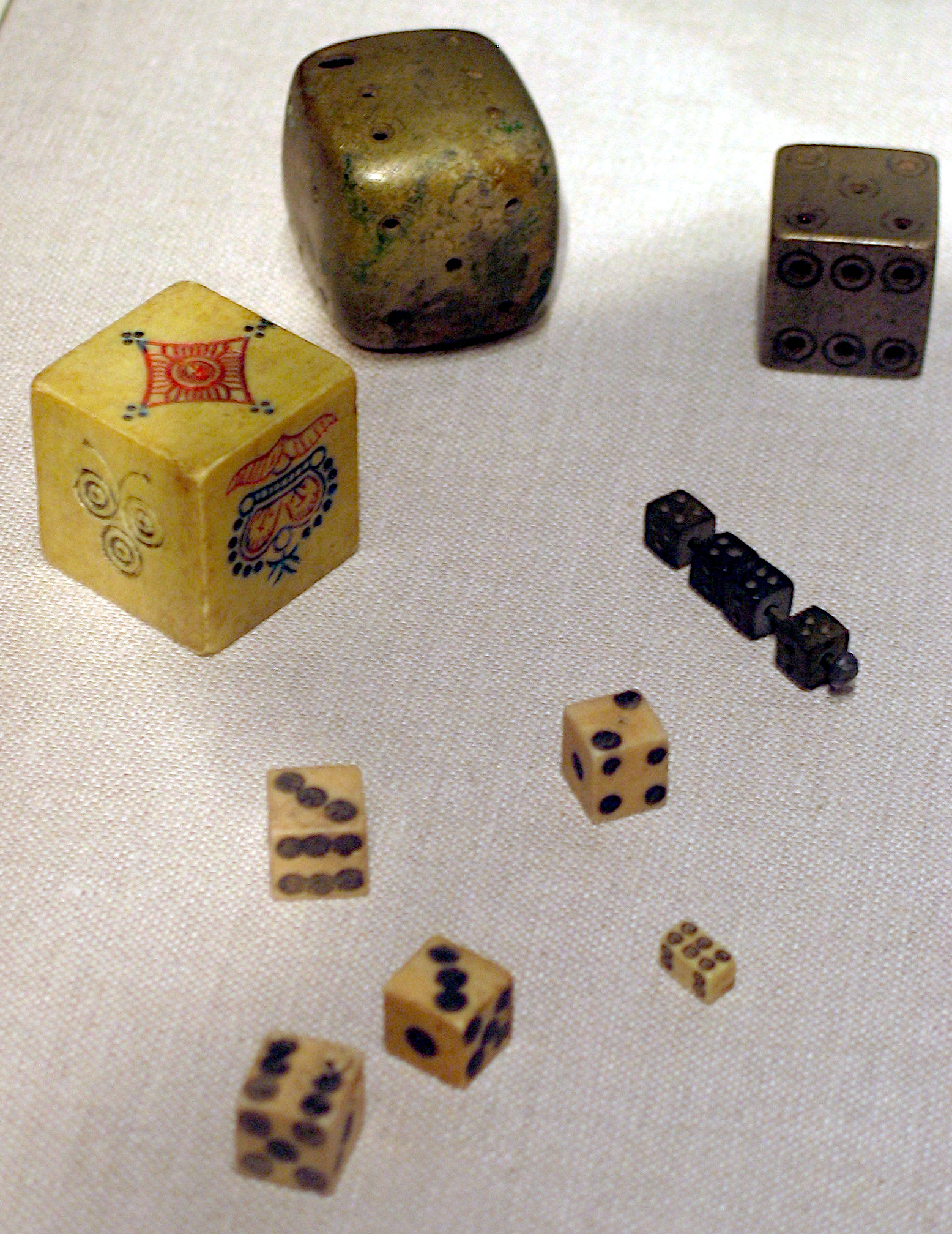
أحجار نرد أثرية آسوية المنشأ

الكلمة هازارد (Hazard) كلمة إنكليزية قديمة مأخوذة من الفرنسية (Hasard) المأخوذة بدورها من الإسبانية القديمة (Azar) وأصلها كلمة الزهر (Al-Zaher) العربية و التي تعني حجر الزهر أو النرد. و بسبب اقتران الكلمة بلعبة الحظ الخطرة هذه فقد كانت التسمية <<ألعاب هازارد>> تستخدم للدلالة على كافة الألعاب التي تعتمد على الحظ و المخاطرة في تحقيق الربح. و تستخدم كلمة هازارد في الإنكليزية المعاصرة للدلالة أيضا على الخطر و المخاطرة في الأمور الحياتية الأخرى.

## تطور لعبة هازارد
إن القواعد المعقدة للعبة هازارد دعت برنارد فيليب دي ماريغني دي مانديفيل في عام 1813 في نيو أورلينز، لويزيانا إلى تبسيط و تطوير اللعبة ليشتق منها لعبة الكرابس التي أصبحت تلعب بشكل واسع في الملاهي و الكازينوهات في أمريكا.
و جدير بالذكر بأن كلمة كرابس
هي إحدى التسميات الموجودة في لعبة الهازارد و التي تشير إلى ظهور العددين 1-1 أو 1-2. و لا يجوز الخلط بين لعبة هازارد الملعوبة بحجري نرد مع لعبة هازارد الكبيرة. فلعبة هازارد الكبيرة المأخوذة و المشابهة للعبة السيك بو الصينية
يتم لعبها باستخدام ثلاثة أحجار من النرد وهي تختلف في قواعدها و طريقة لعبها عن لعبة الهازارد ذات الحجرين.

## خطوات اللعب
تسير لعبة الهازارد على مرحلتين مرحلة الأساس و من ثم مرحلة الفرصة.

### مرحلة الأساس
و تبدأ كما يلي:
1. يقوم أحد اللاعبين بأخذ دور المسؤول عن اللعبة و عن طاولة الرهان تكون مهمته مراقبة سير اللعبة و التحقق من الرهانات الموضوعة على طاولة الرهان كما و انه يكون مسؤولا عن الإفصاح عن الأعداد المخولة للربح و الأعداد المؤدية للخسارة و أيضا عن احتمالية الربح مقابل الخسارة و يسمى المراقب.
2. يتم تسمية لاعب آخر ليقوم بمهمة إلقاء الحجرين و يسمى الرامي و يبقى هو الرامي طيلة مدة اللعب مادام أنه لم يخسر لثلاث مرات متتالية.
3. في حال خسر الرامي لثلاث مرات متتالية يصبح اللاعب الجالس على يسار الرامي هو الرامي الجديد للعبة وهكذا دواليك.
4. تبدأ الجولة بأن يقوم اللاعب الرامي بوضع الرهان الذي يراه مناسبا على طاولة اللعب في صندوق الرهان و يجاريه اللاعبون الآخرون في قيمة هذا الرهان.
5. بعد وضع الرهان يتم تحديد عدد الأساس حيث يقوم الرامي برمي الحجرين إلى حين ظهور أحد الأعداد التالية: 5 – 6 – 7 – 8 – 9.
6. عند تطابق مجموع نقاط الحجرين مع أحد الأعداد السابقة يعتبر المجموع الظاهر هو عدد الأساس.
7. يقوم المراقب بذكر عدد الأساس بصوت عال للفت انتباه اللاعبين بأن الجولة بدأت.
8. بعد تحديد عدد الأساس يقوم الرامي برمي الحجرين مرة أخرى و هنا يكون لدينا الاحتمالات التالية:
  1. يخسر الرامي مهما كان عدد الأساس في حال كان مجموع نقاط الحجرين 2 أو 3 و هذا ما يسمى بالكرابس.
  2. يخسر الرامي إذا كان عدد الأساس 5 أو 6 أو 9 و كان مجموع نقاط الحجرين 11.
  3. يخسر الرامي إذا كان عدد الأساس 5 أو 8 أو 9 و كان مجموع نقاط الحجرين 12.
  4. يربح الرامي إذا كان مجموع نقاط الحجرين مطابقا لعدد الأساس.
  5. يربح الرامي إذا كان مجموع نقاط الحجرين 12 و عدد الأساس 6 أو 8.
  6. يربح الرامي إذا كان مجموع نقاط الحجرين 11 و عدد الأساس 7.
  7. يحظى الرامي بفرصة متابعة الرمي إذا لم يتحقق أي مما سبق و ينتقل إلى مرحلة الفرصة و تكون مجموع نقاط الحجرين هي فرصته.

### مرحلة الفرصة
بعد الانتهاء من مرحلة الأساس تبدأ مرحلة الفرصة و ذلك بحسب الخطوات التالية:
1. يصبح الرامي في مرحلة الفرصة بمواجهة عددين: عدد الأساس و الذي سيؤدي إلى خسارته و عدد الفرصة الذي سيخوله للربح، و هنا يقوم المراقب بذكر عدد الفرصة و يتبعه بذكر عدد الأساس كما و أنه يذكر نسبة احتمالية الربح مقابل الخسارة أي أنه يذكر عدد تشكيلات حجري الزهر المؤدية إلى ظهور عدد الفرصة مقابل عدد تشكيلات حجري الزهر المؤدية إلى ظهور عدد الأساس .
2. يستطيع الرامي هنا زيادة رهانه و ذلك بوضع الرهان الذي يراه مناسبا في صندوق الرهان و يجاريه اللاعبون الآخرون بقيمة هذا الرهان أو بنسبة احتمالية الربح مقابل الخسارة من قيمة الرهان المضاف.
3. يقوم الرامي بإلقاء حجري الزهر و يكرر الرمي إلى أن يتطابق مجموع نقاط الحجرين مع عدد الأساس فيخسر أو يتطابق مجموع نقاط الحجرين مع عدد الفرصة فيربح.

## الرهانات و صندوق الرهان
فيما يتعلق بالرهانات و صندوق الرهان فالأمر يكون كما يلي:
- تبقى الرهانات الموجودة في صندوق الرهان في الصندوق طالما الرامي لم يربح الجولة و يبدأ الرامي بجولة جديدة مضيفا إلى الصندوق رهانا جديدا يراه مناسبا أي له الحرية في تحديد قيمة الرهان المضاف و يجاريه الآخرون بهذا وذلك في مرحلة الأساس.
- تؤخذ الرهانات الموجودة في صندوق الرهان فيما إذا ربح اللاعب في مرحلة الأساس أو الفرصة.
- تبقى الرهانات الموجودة في صندوق الرهان فيما إذا خسر الرامي و يبدأ الرامي بجولة جديدة مضيفا إلى الصندوق رهانا يساوي مجموع ما في صندوق الرهان من رهانات أي ليس له الحرية في تحديد قيمة الرهان المضاف و إنما هو مجبر و يجاريه الآخرون بهذا وذلك في مرحلة الأساس.

## جداول
تساعد الجداول التالية اللاعبين و المراقب في لعبة الهازارد و ذلك ليكون على بينة بفرص الربح و الخسارة المتاحة.

### جدول سير مرحلة الأساس
يبين الجدول التالي سير مرحلة الأساس و احتمالات الربح و الخسارة أو الانتقال إلى مرحلة الفرصة:
| عدد الأساس | يربح الرامي مع مجموع نقاط | يخسر الرامي مع مجموع نقاط | ينتقل الرامي إلى مرحلة الفرصة مع مجموع نقاط |
| ---------- | ------------------------- | ------------------------- | ------------------------------------------- |
| 5          | 5                         | 2, 3, 11, 12              | 4, 6, 7, 8, 9, 10                           |
| 6          | 6, 12                     | 2, 3, 11                  | 4, 5, 7, 8, 9, 10                           |
| 7          | 7, 11                     | 2, 3, 12                  | 4, 5, 6, 8, 9, 10                           |
| 8          | 8, 12                     | 2, 3, 11                  | 4, 5, 6, 7, 9, 10                           |
| 9          | 9                         | 2, 3, 11, 12              | 4, 5, 6, 7, 8, 10                           |

### جدول احتمالية الربح مقابل الخسارة
يبين الجدول التالي احتمالية الربح مقابل الخسارة و يستفيد منه المراقب في مرحلة الفرصة و ذلك عندما يتوجب عليه الإفصاح عن عددي الفرصة و الربح بالإضافة إلى احتمالية الربح مقابل الخسارة.
| عدد الأساس | عدد الفرصة | عدد الفرصة | عدد الفرصة | عدد الفرصة | عدد الفرصة | عدد الفرصة | عدد الفرصة |
| عدد الأساس | 4          | 5          | 6          | 7          | 8          | 9          | 10         |
| ---------- | ---------- | ---------- | ---------- | ---------- | ---------- | ---------- | ---------- |
| 5          | 4:3        |            | 4:5        | 2:3        | 4:5        | 1:1        | 4:3        |
| 6          | 5:3        | 5:4        |            | 5:6        | 1:1        | 5:4        | 5:3        |
| 7          | 2:1        | 3:2        | 6:5        |            | 6:5        | 3:2        | 2:1        |
| 8          | 5:3        | 5:4        | 1:1        | 5:6        |            | 5:4        | 5:3        |
| 9          | 4:3        | 1:1        | 4:5        | 2:3        | 4:5        |            | 4:3        |